# 交響曲第4番 (オネゲル)
交響曲第4番『バーゼルの喜び』（Symphonie n°4, Deliciæ Basilienses ）は、アルテュール・オネゲルが作曲した5曲の交響曲のうちの1曲である。オネゲルの作品の中でも、総じて明るい響きが保たれ、スイスの民謡の旋律が使われていることも手伝って比較的安らいだ曲調となっている。

## 作曲の経緯
旧バーゼル室内管弦楽団の創立20周年記念として、その創立者で指揮者のパウル・ザッハーの依頼を受ける。1946年に作曲され、翌1947年1月21日にザッハーによってスイスのバーゼルで初演された。ちなみに、創立10周年記念に作曲されたのが交響曲第2番である。
オネゲル自身はフランス生まれであったが、両親が共にスイス人であったため国籍はスイスであり、スイスに愛着を持っていたことがこの曲の成立にも繋がっている。

## 楽器編成
小さな2管編成。
フルート2、オーボエ1、クラリネット2、ファゴット1、ホルン2、トランペット1、グロッケンシュピール、シンバル、タムタム、タンブールバロワ（バーゼルの太鼓）、トライアングル、ピアノ、弦5部。

## 楽曲の構成
新古典主義の作風とされる。
- 第1楽章
  - レント・エ・ミステリオーソ～アレグロ (Lento e misterioso - Allegro) 。冒頭は低弦の動機で始まり、管楽器のコラールに受け渡す。神秘的なヴァイオリンの独奏が現れる。官能的な和声と旋律的な管楽器の経過句が、幸福感を醸し出す。
- 第2楽章
  - ラルゲット (Larghetto) 。低弦がリズムを刻み、荘重なパッサカリアを展開する。途中、木管による鳥の鳴き声を模した音が入っている。
- 第3楽章
  - アレグロ (Allegro) 。弾むような3拍子のリズムの曲。溌剌としたスタッカートによる弦と管の掛け合い。後半はクラリネットによる旋律が現れ、最後は軽やかな曲調のまま弱音で終わる。